# Zadvarje
Zadvarje so naselje na Hrvaškem, ki je središče občine Zadvarje; le-ta pa spada pod Splitsko-dalmatinsko županijo.
Naselje leži 15 km severozahodno od Brela, ozoroma 24 km vzhodno od Omiša na nadmorski višini 191 m ob cesti, ki Omiš  preko Zadvarja in Sviba povezuje z Bosno in Hercegovino, ob zavoju reke Cetine, kjer stoji hidroelektrarna Kraljevac zgrajena leta 1912. V naselju stoji župnijska cerkev sv. Antuna Padovanskega. Kraj se nahaja še iz prazgodovine pomembni poti, ki je iz podbiokovskega primorja peljala v notranjost. V srednjem veku je bila tu postavljena trdnjava Duare, ki je ime verjetno dobila po svoji legi (vrata, vrata   primorja). V starih listinah se Zadvarje prvič omenja leta 1408, ko je bilo v lasti bosanskega kralja in njemu vdanih pripadnikov višjega plemstva. Leta 1482 je bila končana povečava trdnjave, ki so ji dodali dva obrambna stolpa in je služila Turkom za nadzor komunikacij proti Makarski, Omišu in Bosni. Okoli leta 1653 so trdnjavo zavzeli Benečani. Tu je med Benečani in Turki potekalo več bitk, ko pa so se Turki leta 1684 umaknili s tega področja in se je meja Osmanskega carstva pomaknila bolj proti severu je Zadvarje izgubilo svoj strateški pomen.

## Demografija
| Pregled števila prebivalcev po letih | Pregled števila prebivalcev po letih | Pregled števila prebivalcev po letih | Pregled števila prebivalcev po letih | Pregled števila prebivalcev po letih | Pregled števila prebivalcev po letih | Pregled števila prebivalcev po letih | Pregled števila prebivalcev po letih | Pregled števila prebivalcev po letih | Pregled števila prebivalcev po letih | Pregled števila prebivalcev po letih | Pregled števila prebivalcev po letih | Pregled števila prebivalcev po letih | Pregled števila prebivalcev po letih | Pregled števila prebivalcev po letih |
| ------------------------------------ | ------------------------------------ | ------------------------------------ | ------------------------------------ | ------------------------------------ | ------------------------------------ | ------------------------------------ | ------------------------------------ | ------------------------------------ | ------------------------------------ | ------------------------------------ | ------------------------------------ | ------------------------------------ | ------------------------------------ | ------------------------------------ |
| 1857                                 | 1869                                 | 1880                                 | 1890                                 | 1900                                 | 1910                                 | 1921                                 | 1931                                 | 1948                                 | 1953                                 | 1961                                 | 1971                                 | 1981                                 | 1991                                 | 2001                                 |
| 371                                  | 0                                    | 455                                  | 233                                  | 543                                  | 695                                  | 803                                  | 920                                  | 744                                  | 719                                  | 597                                  | 431                                  | 317                                  | 292                                  | 277                                  |